# こだわりミュージックBOX
『こだわりミュージックBOX』（こだわりミュージックボックス）は、文化放送が制作していた地方局向けの裏送りのリクエストラジオ番組である。放送期間は1998年4月4日より2001年3月30日まで。
月曜から金曜まで文化放送のアナウンサーが日替わりで、リスナーからのリクエストやエピソードに応えていた。
なお、放送時間は30分の地域もあれば、1時間の地域もありとまばらである。
ちなみにタイトルコールは「（パーソナリティ名）のこだわりミュージックBOX!」。

## パーソナリティ
- 月曜日…水谷加奈
- 火曜日…太田英明
- 水曜日…藤木千穂
- 木曜日…飯塚治
- 金曜日…永野景子

このほかにも吉田涙子、砂山圭大郎が担当していた。

## 番組をネットしていた局
- 青森放送
- 秋田放送
- 山形放送
- 山梨放送
- 和歌山放送
- 山陽放送

## 後継番組
この番組の後継番組として、「ミュージックデザート」が同じく文化放送の制作による裏送りで数年間放送されていた。
その後文化放送の平日昼ワイドが「大竹まこと ゴールデンラジオ!」に切り替わった関係で、数年間は「ゴールデンラジオ!」の一部パートをNRNの一部地方局にも流せるように編集した素材が放送されていた。
2009年10月 - 2018年3月30日までの平日は「リッスン? 〜Live 4 Life〜」→「リッスン? 2-3」の部分パート「みんなのリッスン」の編集版をNRNの一部地方局に流していたが、「リッスン? 2-3」の番組終了に伴い、2018年4月2日より「ミュージック・ジグソーパズル」という裏送り番組を制作することになった。

## 関連番組
- ラジオアミューズメントパーク